# Хилда Дајч
Хилда Дајч (28. март 1922) је била јеврејска логорашица у логору Сајмиште.  Хилда је у децембру 1941. године отишла у логор Сајмиште да помогне као медицинска сестра. Тачан датум њене смрти није познат, али сигурно се зна да је убијена у гасном камиону, у периоду између марта и маја 1942. Она је у логору Сајмиште написала четири писма, и захваљујући томе имамо увид у дешавања у логору на Сајмишту. Данас писма Хилде Дајч можете видети у Јеврејском историјском музеју у Београду, који је уједно и у поседу прва три писма, док се четврто писмо налази у Историјском Архиву Београда. .

## Живот пре рата
Хилда Дајч је рођена 1922. године у Бечу, у ашкенаској породици који су сачињавали њени родитељи, Емил и Аугуста и млађи брат Ханс. После неколико година преселила се у Београд са својом породицом. Породица је припадала Ашкенаској јеврејској заједници, која је у Београду уочи окупације имала 2.000 припадника. Завршила је трећу годину женске гимназије у Београду 1940. Волела је књижевност и била члан књижевне школске групе “Алекса Шантић“, где је представила свој први текст. Када је матурирала као једна од најбољих у својој генерацији, Хилда Дајч је уписала Архитектонски Факултет на Београдском универзитету. У том периоду се дружила са Мирјаном Петровић и Надом Новак, којима је после писала писма из логора.

## Живот за време рата
Након априлског рата и напада Немачке на Краљевину Југославију, немачке трупе започињу политику сегрегације, репресије и истребљења Јевреја који су живели у Југославији. Већ 18. априла 1941. по уласку немачких трупа у Београд, нова власт је све Јевреје у Београду приморала да се региструју као Јевреји и носе жуту траку са давидовом звездом на руци ради идентификације. Од око 12.000 колико их је било у Београду, њих 9.300 је прошло ову процедуру, међу којима је била Хилда Дајч и њена породица.
Свим јеврејским организацијама имовина је била уништена или одузета, тако су нпр. нацисти одузели зграду београдске синагоге "Сукат Шалом" и направили јавну кућу. Терор према јеврејском народу је био све већи и већи, како Ашкеназима тако и Сефардима. Нацисти су поставили нове представнике јеврејске заједнице. У новој заједници су били одговорни за функционисање Јеврејске болнице, основане након забране Јеврејима да користе болничке услуге редовних београдских болница, као и за решавање проблема у заједници.
Отац Хилде Дајч је био потпредседник те заједнице, а према сведочењу њених пријатеља Хилда Дајч је са поносом носила свој жути повез за руку. Хилда Дајч је одлучила да волонтира као медицинска сестра у Јеврејској болници.

### Одлазак у логор
Током лета и јесени 1941. већина одраслих мушкараца Јевреја је стрељана. Почетком децембра 1941. Немци су наредили јеврејским женама, деци и старијима да од 8. до 12. децембра дођу испред седишта специјалне полиције у улици Џорџа Вашингтона 23. Одведени су у адаптирани павиљон број 3, у логор Сајмиште. С обзиром на то да је Хилдин отац био функционер Представништва Јевреја, она је имала могућност да избегне одлазак у логор. Међутим, донела је одлуку да оде и стави се на располагање као медицинска сестра, са жељом да помогне болеснима и немоћнима у логору Сајмиште. Њени родитељи и брат нешто касније су били приморани да се јаве у логор.

### Писма Хилде Дајч
Писма која је написала Хилда Дајч су редак документ, из којих можемо прочитати у каквим су условима живели Јевреји у логору на Сајмишту, у периоду од децембра 1941. до маја 1942. Примаоци писма су биле њене пријатељице из гимназије Нада Новак и Мирјана Петровић. Данас писма Хилде Дајч можете видети у Јеврејском историјском музеја у Београду, који је уједно у поседу прва три писма, док се четврто писмо налази у Историјском Архиву Београда.

#### Прво писмо
У првом писму можемо видети да је Хилда Дајч своје прво писмо написала 7. децембра 1941, дан пре него што је отишла на Сајмиште. Прималац првог писма је била Нада Новак, Хилдина другарица из гимназије. У писму Хилда спомиње време које је провела у школи и описује дружење као најпријатнији део периода живота.
Надо, драга моја,
Сутра ујутру полазим у логор. Мене нико неће натерати, ја не чекам на позив. Јављам се добровољно да пођем са првом групом која полази из Џорџа Вашингтона 23, сутра у 9 сати ујутру. Моји су противни мојој одлуци, али ја мислим да ћеш ме барем ти разумети: има толико људи којима је потребна помоћ, да ја морам по налогу своје савести да пређем преко сентименталних разлога у вези са породицом и кућом и да се потпуно ставим у службу других. Болница остаје још у вароши, а управник ми је обећао да ће ме поново примити када се болница буде доселила у логор. Потпуно сам мирна и сталожена и уверена да ће све испасти добро, чак изнад мојих оптимистичких претпоставки. Мислићу често на тебе, ти знаш, а можда и не, шта си за мене представљала - то ћеш и убудуће. Ти си ми најлепша успомена из мог најпријатнијег периода - из дружине.
Надо моја драга, ја те много, много волим.
Хилда.

7. XII 1941.

#### Друго писмо
У другом писму можемо видети како је написано два дана после првог писма, 9. децембра 1941. Упућено је Мирјани Петровић која је такође била њена школска другарица из гимназије. У писму можемо прочитати прве утиске о животу у логору. Писма је кријумчарило јеврејско болничко особље, које је редовно посећивало логор.
Драга моја Мирјана,
Пишем ти из шталске идиле лежећи на слами док се уместо звезданог неба налази над мојом главом дрвена конструкција крова павиљона бр. 3. Са моје галерије (треће) која се састоји из низа дасака, а на којој нас три имамо свака по 80 cm у ширини животног простора, посматрам овај лавиринт, односно мравињак бедника чије су трагедије бројне као и они који живе не зато што су свесни да ће једном бити боље, већ зато што немају снаге да прекину са животом. Уколико је то то.
Мирјана драга, твоје писмо то си ти, волим га као што волим тебе. Твоје речи и осећања лепи су као и твоја спољашност, а твоје саосећање велико као све друго лепо што је специфично твоје. Немој да се дивиш једном човеку који има брзе акције. Други можда имају више алтруизма, а мање енергије, више скромности него амбиције, па су им дела, мада велика, скривена, а дела других више падају у очи својом одлучношћу и брзим извођењем.
Мирјана драга, овде сада има 2.000 жена и деце, скоро 100 одојчади за које не може ни млеко да се кува јер нема огрева а према висини павиљона и јачини кошаве можеш већ да израчунаш ступањ топлоте. Читам Хајнеа и он ми прија, мада имамо клозет удаљен пола километра и то за петнаест особа наједанпут, мада смо до четири сата добили само два пута мало купуса за који се види да је у води куван, мада лежим на мало сламе, а деца са свију страна и светлост гори целе ноћи, мада вичу на нас „Идиотише саубанде” [идиотска свињска бандо] итд, мада нас зову сваки час на збор и све преступе "строго кажњавају". Зидова има доста. Ја сам почела данас са радом у амбуланти, тј. једном столу са неколико флаша и газе, за којим је само један лекар, једна апотекарка и ја. Посла има доста, људи, то јест жене падају у несвест итд. Али се у већини случајева држе више него јуначки. Ретке су сузе. Нарочито код омладине. Једино што ми недостаје јесте пристојна могућност за умивање. Нама ће доћи још 2.500 особа, а има свега 2 лавабоа, тј. чесме. Постепено ће све доћи у ред и у то нимало не сумњам. Болница ће бити у једном другом павиљону. Броје нас често, из истог разлога су и павиљони ограђени жицом. Нимало не жалим што сам дошла, већ сам задовољна својом одлуком. Ако ћу свака два дана моћи толико да урадим за друге као ова два, онда ће цела ствар имати много смисла. Ја знам, чврсто сам убеђена у то да је ово само пролазно (што не искључује могућност да то траје и неколико месеци), крај ће бити добар и ја сам унапред задовољна. Стичем свакодневно много познанстава, искуства, упознајем људе са њихове праве стране (ретки су они који и овде глуме). Многи људи се примају којекаквих „командантштина”. Мада бих могла, ја се таквих ствари не примам, моје амбиције нису упућене у томе смеру. Мирјана драга, ти ћеш ме препознати, ја се нећу променити, тек сада осећам по својој сталожености да сам прилично изграђена и да спољне ствари слабо утичу на мене. Само бих волела да мојим родитељима ова чаша буде поштеђена.
Погледала сам, драга, на твој прозор кад су нас камионом возили на Сајмиште, али тебе нисам видела. Када се идућег пута сретнемо морамо да надокнадимо у смислу другарства све оно што током године нисмо чинили. Шта знаш, можда је тек тај растанак тако необичан… [текст нечитак] …да дознам колико те волим, колико сам везана за тебе мада тако често нисам била с тобом.
Мирјана драга, остани таква каква јеси, јер си златна и ја те много волим, твоја Хилда.

9. XII 1941.

#### Треће писмо
За треће писмо се сматра да је упућено Нади, и да је написано око 13. децембра 1941. У том писму Хилда открива да ће јој се у логору ускоро придружити чланови њене породице .
Надо, златна моја,
Није била баш романтична сцена у којој сам дошла до твог писма, наиме нас две сестре на челу са једном апотекарком организовале смо кување чаја и млека (уколико су то жене понеле собом јер се овде нити шта може послати, нити овамо стижу пакети) на дванаест шпиритус кохера - и баш при том кувању уз највећу галаму изнутра и споља док су ми текле сузе због дима и спиритуса, потекле су ми праве, искрене, олакшавајуће сузе читајући твоје писмо.
Овде је тако - не знам како да га окарактеришем, једном речи једна велика штала за 5.000 и више људи, без зида, без ограде, све у истој одаји. Појединости овог чаробног замка сам описала Мирјани па ми се не да да понављам. Добијамо или доручак или вечеру и то уз најпогрдније речи - срећа још, човеку прође апетит па није гладан. За ових пет дана је било четири пута купуса. Иначе је дивно. Нарочито у погледу на наше суседе - Цигански логор. Данас сам била тамо и ошишала 15 вашљиваца и намазала их. Међутим, мада сам после испекла руке до лактова крезолом, ипак је посао некористан, јер кад завршим са другом партијом, биће прва опет вашљива.
Управа логора је у банатским рукама, систем непотизма, односно љубавницизма, али ми Београђани смо сувише питоми, а они то користе, јер ко први девојци ономе и девојка. Сваких сто људи има блок команданта, обично неку балавицу од 16-20 године, а иначе данас су изабрали од девојака од 16-23 године 100 лагерполициста. Ја сам се сакрила, јер познајем моју особиту наклоност према полицији ма које врсте. Какав критеријум при том узимају, познато је само њима.
Сад је пола једанаест, лежим и под собом осећам сламу (диван предмет нарочито кад се испуни бувама) и пишем ти. Врло сам задовољна што сам овде била од првог тренутка, човек доживљава толико интересантних и непоновљивих ствари да би било штета испустити коју. Мада на све нас има само две чесме, ипак сам чиста јер се дигнем пре пет и идем да се цела умијем. Овде се за све стоји у реду. Љубазно од њих што вежбају наше стрпљење. Само би срећа била да се свуда стигне на ред. То већ теже иде. Данас су сву децу (мушку) и одрасле људе, који су као болесни били са нама, не знамо куд одвели - па да, монотонија би сметала напетости наших живаца. Можеш да замислиш ларму коју чини више од 5.000 људи, затворених у једну одају, дању не чујеш ни сопствене речи, ноћу имаш бесплатан оркестар плача деце, хркања, кашљања и осталих тонова. Имам посла од пола седам ујутру до пола девет увече, данас и дуже, али ће се и то уредити чим болница буде стигла, а то ће вероватно бити за који дан. Курир болнице долази свакодневно овамо, а данас је и Ханс био и од њега сам дознала непријатну вест да ће моји сутра доћи. Овакав вик-енд није нимало препоручљив, нарочито не за моје родитеље и Ханса коме је потребна добра храна. Узели су нам сав новац и накит сем 100 динара по глави. Једино у чему не штеде је електрика која гори и ноћу те ми омета сан мој праведни. Моја амбиција мора да буде увек задовољена, јер желим увек све у суперлативима. А и ово је један своје врсте. Откако сам ту врло сам мирна, много радим и то са огромном вољом и осећам савршени преокрет. Док сам раније на “слободи” мислила стално на логор, сад сам за пет дана тако навикла на њега, да уопште о њему не мислим, већ о много лепшим стварима, као што су - ти већ знаш да ја мислим много на тебе. Увече читам. Мада смо смели да понесемо само толико колико сме да се понесе, ја имам Вертера, Хајнеа, Паскала, Монтења, енглески и хебрејски уџбеник. Тако мала библиотека, а чини ми се ипак од огромне користи.
Надо моја, не пишем то само зато што ми је жеља, већ чврсто убеђење: видећемо се ускоро. Ја немам намеру да овде летујем, а надам се да ће они (са великим О) узети моје намере на разматрање. Решење њихово очекујем ускоро.
Надо моја, морам да спавам, сутра ћу се рано дићи, а снагу хоћу да чувам. Здраво, мила моја, бојим се да мислим на тебе у овој прљавој штали да не кварим ону светињу коју о теби носим у себи.

Много тебе, маму, Јасну и остале срдачно поздравља један весео добровољац.

#### Период између трећег и четвртог писма
У периоду између трећег и четвртог писма, Хилда се неколико пута састала са својом другарицом Мирјаном и једном са Надом Новак. Током оштре зиме 1941/1942. река Сава се заледила. Сваког дана су се могле видети мале групе логораша како пешке прелазе залеђену реку под немачком стражом, носећи носила са мртвим или тешким болесницима. На другој обали су их чекало особље Јеврејске болнице, које је утоваривало жртве у камион и одвозило их у Јеврејску болницу или на Јеврејско гробље. Хилда је једном успела да уговори састанак са Мирјаном у запуштеној кафани за лучке раднике, где је логорашима који су преносили мртве и болесне било дозвољено на кратко да предахну. У крчми су се Хилда и Мирјана загрлиле и накратко разговарале. Среле су се на истом месту још два пута али им током последњег сусрета стражари нису дозволили ни једну реч да размене. Том приликом Хилда је Мирјани изгледала мршавија него пре, била је бледа и потиштена у очима.

#### Четврто писмо
У последњом Хилдином писму можемо видети како су јој текли дани и колико је била потиштена.
Мила моја,
Нисам ни могла да појмим да ће наш сусрет, мада сам те очекивала, да остави, начини у мени такву буру осећања, да унесе још више немира у ово хаотично стање моје душе која не може никако да се смири. Свим филозофирањима је крај на жичаној огради и реалност какву ви ван ње не можете ни издалека да замислите јер бисте од бола урлали - пружа се у потпуности. Та реалност је ненадмашна, наша беда огромна, све фразе о јачини духа падају пред сузама од глади и зиме; све наде о скором изласку губе се пред једноличном перспективом пасивног бивствовања које ни по чему на свету не личи на живот. То није ни иронија живота. То је његова најдубља трагедија. Можемо да издржимо не зато што смо јаки, него стога што нисмо сваког тренутка свесни своје бескрајне мизерије у погледу свега, свега сто сачињава наш живот.
Већ смо ту скоро девет недеља и још сам помало писмена, још умем помало да мислим. Свако вече, без изузетка, читам твоја и Надина писма и то ми је једини тренутак када сам нешто друго, не, само Лагеринсасе [логорашица]. Робија је злато према овоме, ми не знамо ни зашто, ни на што, ни на колико смо осуђени. Све на свету је дивно, и најбеднија егзистенција ван логора, а ово је инкарнација свију зала. Сви постајемо зли јер смо гладни, сви постајемо заједљиви и бројимо један другом залогаје, сви су очајни - а ипак се нико не убија јер смо сви скупа једна маса животиња коју презирем. Мрзим нас све јер смо сви једнако пропали.
Близу смо света, а тако удаљени од свих. Ни са ким немамо везе, живот сваког појединца напољу тече исто тако даље, као да се пола километра даље не одиграва кланица шест хиљада невиних. Сви смо једнаки по своме кукавичлуку и ви и ми. Доста!
Ја ипак нисам такав нејунак као што би по овоме могла да судиш. Подносим све што мене погађа лако, безболно. Али та околина. То је оно што ме нервира. Људи ми иду на живце. Ни глад од које плачеш, ни зима при којој ти се вода у чаши и крв у жилама следи, ни смрад латрина, ни кошава, ништа није тако одвратно као гомила која заслужује сажаљење, а ти јој не можеш помоћи, него се ставити изнад ње и презрети је. Зашто тај свет говори увек само о ономе што вређа његова црева и остале органе врло цењеног кадавера. А пропос, пре неки дан смо уређивали лешеве, било их је 27, у турском павиљону, и то све у фронт. Мени ништа више није одвратно, ни мој прљави посао. Све би се могло само кад би се знало оно што се не може сазнати - када ће се отворити капије милости. Какве ли намере имају са нама? У сталној смо напетости: хоће ли нас стрељати, дићи у ваздух, транспортовати у Пољску? То је све споредно! Садашњост само треба прескочити, није нимало пријатна, нимало.
Сада је пола три, дежурам целу ноћ у амбуланти (сваку четврту ноћ) у павиљону кашљу у хору и чује се клопарање кише са крова. Овде у амбуланти пуши се фуруна дозлабога, али ко се дима не надими…
Ово је мој најузбудљивији дан у логору. Желети нешто толико па да се то испуни више је него срећа. Можда ћемо се једном живи извући одавде у један срећнији живот, јер то тако страсно, мада већ малокрвно желимо.
Мирјана, моја драга, ми смо робље заробљено, много мање још од тога, ми нисмо ни колико губавци, ми смо једна презрена и гладна хорда, а кад и поред тога човек угледа мало живота, а то си ти, осети толико нових животних сокова да струје у њему. Само, да, ово вечно само - отргнути се после тога од живота толико је болно и горко да ни море суза проливених није довољно мерило. Како ми је тек сада тешко. Плачем и сви се смеју: „Зар ти која вучеш као мушкарац смеш да плачеш као сентиментална шипарица!”
Али шта ћу кад ми је тако грозно тешко при души. То је рефрен који целу ноћ понављам. Знам да нема изгледа да ћемо скоро изаћи, а напољу сте ти и Нада, једино што ме везује за Београд који по некој несхватљивој контрадикцији истовремено страшно мрзим и страшно волим. Ти не знаш, као што ни ја нисам знала, шта то значи бити овде. Желим ти да никад не сазнаш. Већ као дете бојала сам се да ме не закопају живу. И ово је нека врста привидне смрти. Хоће ли после ње бити неког васкрсења? Нисам никад толико мислила на вас две као сада. Стално разговарам са вама и желим да вас видим јер сте ви за мене онај “изгубљени рај”.

Љуби вас ваша логорка.

### Смрт у Холокаусту
Тачан датум смрти Хилде Дајч и њене породице није познат, али сигурно се зна да је убијена у гасном камиону, заједно са преко 6.000 других људи, у периоду између марта и. маја 1942.
Логораши су у групама од 50 до 100 људи возили душегупком (камион-убица) где их је последњи пут водио Београдским улицама, до масовне гробнице у Јајинцима. Како би укрцали логораше у камион, војници СС-а су говорили затвореницима да их воде на железничку станицу у Земуну, одале ће бити превезени у Пољску на рад у други логор, а у ствари возили су их до масовне гробнице у Јајинцима. Након што би прешли мост на реци Сави, камион би се заустављао а један од двојце војника би изашао и повезао крај цеви ауспуха са унутрашњошћу кабине где су били логораши. Након тога камион би настављао пут до Јајинаца где су избацивали лешеве жртва логораша у једну огромну јаму коју су пре тога Немци ископали српским затвореницима из логора Бањица.